# 1-naftilammina
La 1-naftilammina (o α-naftilammina) è un'ammina derivata dal naftalene usata come indicatore redox. A temperatura ambiente si presenta come un solido bianco o marrone dall'odore di ammina, sgradevole.
È assai frequentemente adoperata nell'industria chimica per la sintesi di moltissimi coloranti anilinici. Trova impiego anche in chimica analitica per la determinazione dei nitriti tramite la reazione di Griess.

## Preparazione e reazioni
Può essere preparato riducendo l'1-nitronaftalene con ferro e acido cloridrico seguito da distillazione a vapore.
Agenti ossidanti, come il cloruro ferrico, danno un precipitato blu con soluzioni dei suoi sali. L'acido cromico lo converte in 1-naftochinone. Il sodio in alcool n-amilico bollente riduce l'anello non sostituito, dando tetraidro-1-naftilammina. Questo composto produce acido adipico quando ossidato dal permanganato di potassio.
A 200 °C in acido solforico, si converte in 1-naftolo.

## Uso nei coloranti
I derivati dell'acido solfonico dell'1-naftilammina vengono utilizzati per la preparazione di colorante azoico. Questi composti posseggono l'importante proprietà di tingere cotone non alterato.
Un derivato importante è l'acido naftionico (acido 1-amminonftalene-4-solfonico), che ha prodotto il riscaldamento dell'1-naftilammina e dell'acido solforico a 170-180 °C in presenza di acido ossalico cristallizzato. Forma piccoli aghi, molto parsimoniosamente solubili in acqua. Dopo il trattamento con il derivato bis(diazonio) della benzidina, l'acido 1-amminonftalene-4-solfonico dà rosso Congo.

## Sicurezza
È elencato come uno dei 13 agenti cancerogeni coperti dalle norme industriali generali dell'OSHA.